# Елисаветградско евангелие
Елисаветградското евангелие или Елисаветградско четириевангелие е ръкописно илюстровано евангелие, съдържащо всичките 4 канонични евангелия (четвероевангелие), написано на среднобългарски език в края на XVI век – началото на XVII век в скрипторията на молдовския митрополит Анастасий (Илия Кримка). Съхранява се в Руската държавна библиотека.
Носи името си от старото име на Кропивницки в тогавашна Новорусия, който до 1926 г. се е казвал Елисаветград по името на крепостта чийто камък в основата е положен през 1754 г. при царуването на императрица Елисавета (Русия) и която крепост е посветена на Св. Елисавета. Илюстрираният ръкопис, съдържащ и четирите евангелия, е открит в староверския Покровски манастир в Елисаветград в края на XIX век.
Ръкописът е на пергамент с полуустав. Елисаветградското евангелие е ръкописно копие на четвероевангелието на цар Иван Александър, украсено с миниатюри в неовизантийски стил, копирани от среднобългарския образец. В него е запазена е миниатюра с ктиторски портрет на цар Йоан Александър, поставена пред Евангелието от Матей.
През 2009 г. в Русия излиза факсимилно издание на Елисаветградското евангелие в тираж от 10 000 екземпляра.